# سادات بخاري
سادات بخاري (بالإنجليزية: Sadat Bukari) (مواليد 12 أبريل 1989) هو لاعب كرة قدم غاني لعب سابقاً في نادي الشعلة السعودي.
لعب في فريق الشباب لوست هام وشارك كمحترف في غانا وتونس وليبيا وإسرائيل ورومانيا والسعودية وقبرص.

## وصلات خارجية
- سادات بخاري على موقع الاتحاد الدولي (مؤرشف)  (الإنجليزية)
- سادات بخاري على موقع الاتحاد الأوربي (الإنجليزية)
- سادات بخاري على موقع قاعدة بيانات كرة القدم.إي يو (الإنجليزية)
- سادات بخاري على موقع Soccerway.com (الإنجليزية)
- سادات بخاري على موقع AS.com (الإسبانية)
- سادات بخاري